# Wolfgang von Kluge
Wolfgang Kluge, seit 1913 von Kluge (* 5. Mai 1892 in Stettin; † 30. Oktober 1976 in Wahlstedt) war ein deutscher Generalleutnant des Heeres im Zweiten Weltkrieg. Er war der Bruder des späteren Generalfeldmarschalls Günther von Kluge.

## Leben
Beförderungen
- 22. März 1912 Leutnant
- 18. August 1917 Oberleutnant
- 1. April 1925 Hauptmann
- 1. Mai 1934 Major
- 1. Oktober 1936 Oberstleutnant
- 1. Juni 1939 Oberst
- 1. Oktober 1942 Generalmajor
- 1. April 1943 Generalleutnant

### Frühe Jahre und Erster Weltkrieg
Wolfgang Kluge war ein Sohn des späteren Generalmajors Max Kluge, der 1913 in den erblichen Adelsstand erhoben wurde. Kluge trat am 22. März 1912 als Leutnant in das 1. Kurhessische Feldartillerie-Regiment Nr. 11 in Kassel ein. Im April 1914 wurde er nach Potsdam in das 2. Garde-Feldartillerie-Regiment versetzt. In diesem fungierte er während des Ersten Weltkriegs als Bataillonsadjutant und ab 1917 als Batteriechef. Die letzten Kriegsmonate diente er im Generalstab des I. Reserve-Korps bis zu dessen Demobilisierung im Februar 1919. Anschließend erfolgte seine Kommandierung zum Generalkommando des XVII. Armee-Korps, wo er bis September 1919 verblieb.

### Weimarer Republik
Nach seiner Übernahme in die Reichswehr wurde Kluge dem Reichswehr-Artillerie-Regiment 15 zugeteilt. Am 1. Januar 1921 kam er zur III. Abteilung des 3. (Preußisches) Artillerie-Regiments nach Jüterbog, wo er Chef der 8. Batterie wurde. Von Oktober 1924 bis April 1928 absolvierte er eine Generalstabsausbildung und wurde nach seiner Rückkehr bis August 1931 wieder als Batteriechef eingesetzt.

### Zeit des Nationalsozialismus und Zweiter Weltkrieg
Bis April 1934 diente er als Adjutant im Stab der Kommandantur Breslau. Im Anschluss hieran war Kluge bis Ende September 1935 beim Ausbildungstab der Artillerie. Zum 1. Oktober 1935 wechselte Kluge nach Berlin in das Reichskriegsministerium, wo er bis 5. Oktober 1936 als Referent in der Abteilung F eingesetzt war. Am 6. Oktober 1936 stieg er dort zum Abteilungsleiter auf; zuletzt diente er bis 9. November 1938 im Oberkommando der Wehrmacht.
Am 10. November 1938 wurde Kluge zum Chef des Stabes der Feldzeuginspektion unter Theodor Geib ernannt. Am 1. Oktober 1940 erfolgte seine Ernennung zum Kommandeur des Artillerie-Regiments 31. Am 1. Oktober 1941 wurde Kluge als Nachfolge von Oberst Otto-Thile von Kalm zum Artilleriekommandeur 107 ernannt. In dieser Dienststellung rückte er im Bereich der Heeresgruppe Mitte bis Moskau vor. Nach der Winterschlacht ging er im Verband der 3. Panzerarmee in den Raum Gschatsk zurück. Mit Wirkung vom 1. Oktober 1942 wurde Kluge zum Kommandeur der 292. Infanterie-Division ernannt. Diese führte er bis zum 20. Juli 1943 über Wjasma nach Orel zurück, war bereits am 1. April 1943 zum Generalleutnant ernannt worden und hatte in dieser Position mehrere Auszeichnungen erhalten. Nach einer an diesem Tag erlittenen Verwundung und einem darauf folgenden mehrmonatigen Lazarettaufenthalt kehrte Kluge am 1. November 1943 in den Felddienst zurück. Zunächst wurde er in die Führerreserve versetzt.
Am 1. Dezember 1943 wurde Kluge zum Kommandeur der neu aufgestellten 357. Infanterie-Division ernannt, die im März 1944 bei Tarnopol erstmals zum Einsatz kam. Am 15. Juni 1944 gab Kluge dieses Kommando ab und wurde zum Kommandeur der Division Nr. 408, welche zu diesem Zeitpunkt nur noch zu Ausbildungszwecken eingesetzt war, ernannt, deren Kommando er am 1. Juli 1944 bereits wieder aufgab. Am 6. Juli 1944 wurde Kluge zum Kommandeur der neu aufgestellten 226. Infanterie-Division und gleichzeitig zum Festungskommandanten Dünkirchen ernannt. Die Division war erst am 26. Juni in Schlesien aufgestellt und danach bei Dünkirchen zusammengezogen worden. In den Kämpfen um Calais erlitten Kluges Truppen erhebliche Verluste und mussten sich bis zum 26. August 1944 auf Dünkirchen selbst zurückziehen.
Nachdem Kluges älterer Bruder, der Generalfeldmarschall Günther von Kluge, am 19. August 1944 Selbstmord begangen hatte, wurde in Berlin auch an der politischen Zuverlässigkeit seines Bruders gezweifelt. Anfang September traf der Seekommandant Pas-de-Calais, Konteradmiral Friedrich Frisius, mit seinem Hauptquartier in Dünkirchen ein, dem Kluge nach seiner Abberufung am 19. September das Kommando der Division übergab. Auf einigen Schnellbooten verließen er und weitere Stabsoffiziere die Hafenstadt. Kluge erhielt keine weitere Verwendung, sondern wurde zum 31. Dezember 1944 aus der Wehrmacht entlassen und verlor auch seine Position als Festungskommandant Dünkirchen.
Kluge lebte nach dem Krieg in Kiel. Er betätigte sich als Landesvorsitzender des Verbandes Deutscher Soldaten in Schleswig-Holstein.

## Auszeichnungen (Auswahl)
- Eisernes Kreuz (1914) II. und I. Klasse[10]
- Verwundetenabzeichen (1918) in Schwarz[10]
- Wiederholungsspange zum Eisernen Kreuz II. und I. Klasse
- Deutsches Kreuz in Gold am 28. November 1942[1]
- Ritterkreuz des Eisernen Kreuzes am 29. August 1943[1]